# Portachuelo
Portachuelo ist eine Kleinstadt im Departamento Santa Cruz im Tiefland des südamerikanischen Anden-Staates Bolivien. Gründungsdatum der Stadt ist der 8. Dezember 1770.

## Lage im Nahraum
Portachuelo ist Sitz der Verwaltung der Provinz Sara und der zentrale Ort des Municipios Portachuelo. Die Stadt liegt im südlichen Teil der Provinz Sara auf einer Höhe von 301 m am linken Ufer des Río Piraí an der Mündung des Río Guendá.
Fünfzehn Kilometer östlich von Portachuelo, auf der anderen Seite des Río Piraí, liegt Montero, die Hauptstadt der Provinz Obispo Santistevan, eine Stadt von knapp 100.000 Einwohnern.

## Geographie
Portachuelo liegt im Monsunklima vor dem Ostrand der Anden-Gebirgskette der Cordillera Oriental. Die Region war vor der Kolonisierung von Monsunwald bedeckt, ist heute aber größtenteils Kulturland.
Die mittlere Durchschnittstemperatur der Region liegt bei knapp 24 °C (siehe Klimadiagramm Warnes), die Monatswerte schwanken zwischen 20 °C im Juni/Juli und 26 °C von November bis Februar. Der Jahresniederschlag beträgt etwa 1300 mm, die Monatsniederschläge sind ergiebig und liegen zwischen 35 mm im August und 200 mm im Januar.

## Verkehrsnetz
Portachuelo liegt in einer Entfernung von 75 Straßenkilometern nordwestlich von Santa Cruz, der Hauptstadt des Departamentos.
Von Santa Cruz aus führt die asphaltierte Nationalstraße Ruta 4 über Warnes und Montero nach Portachuelo, und von dort aus weiter 398 Kilometer in westlicher Richtung nach Cochabamba und noch einmal 376 Kilometer bis nach Tambo Quemado an der chilenischen Grenze.

## Bevölkerung
Die Einwohnerzahl des Ortes ist in den vergangenen dreieinhalb Jahrzehnten auf etwa das Doppelte angestiegen:
| Jahr | Einwohner | Quelle       |
| ---- | --------- | ------------ |
| 1976 | 7.059     | Volkszählung |
| 1992 | 9.453     | Volkszählung |
| 2001 | 11.338    | Volkszählung |
| 2012 | 14.091    | Volkszählung |
| 2024 |           | Volkszählung |